# Brunfelsia martiana
Brunfelsia martiana ist eine Art aus der Sektion Guianenses der Gattung Brunfelsia. Sie kommt in der Guayana vor.

## Beschreibung

### Vegetative Merkmale
Brunfelsia martiana ist ein bis zu 1 Meter hoher Strauch. Er ist nur wenig verzweigt, unbehaart, die Knoten sind leicht knorrig, die Borke ist längs eingerissen, dunkel rötlich-braun gefärbt, glänzend und mit Korkporen besetzt. Die Laubblätter stehen verstreut an den Zweigen, sie sind fest membranartig bis fast häutig, nahezu aufsitzend, 10 bis 25 Zentimeter lang und 4 bis 8 Zentimeter breit, meistens langgestreckt, manchmal aber auch elliptisch-langgestreckt oder langgestreckt umgekehrt-eiförmig. Nach vorn hin sind sie spitz zulaufend, an der Basis breit keilförmig bis stumpf. Beide Blattseiten sind unbehaart, die Oberseite ist dunkelgrün, glänzend oder matt. Die Unterseite ist blasser, manchmal glänzend. Die Mittelrippe ist dunkel rötlich-braun, von ihr gehen acht bis zwölf Paar gerade Blattadern aus. Die Blattstiele sind 1 bis 4 Millimeter (nur selten auch bis 12 Millimeter) lang, unbehaart, dunkelbraun und werden im Alter rissig und runzelig.

### Blütenstände und Blüten
Die Blütenstände stehen endständig oder in den oberen Blattachseln. Sie sind unbehaart, die Blütenstandsachse ist 2 bis 10 Millimeter (selten bis 15 Millimeter) lang und trägt eine bis sieben Blüten. Je Blüte werden ein bis drei nicht beständige Tragblätter gebildet, diese sind 1 bis 10 Millimeter lang, linealisch-lanzettlich, konkav und am Rand fein bewimpert. Die Blütenstiele sind 3 bis 6 Millimeter (selten bis 10 Millimeter) lang, schlank und unbehaart.
Die Kelchblätter sind röhrenförmig bis röhrenförmig-glockenförmig zu einem 8 bis 12 Millimeter langen und 3 bis 8 Millimeter durchmessenden Kelch verwachsen. Selten ist der Kelch streifig geadert. Die Kelchzähne sind 2 bis 6 Millimeter lang, nahezu gleichförmig, dreieckig-eiförmig bis eiförmig lanzettlich und nach vorn spitz bis spitz zulaufend. Die Kronröhre ist mit 20 bis 24 Millimeter Länge etwa doppelt so lang wie der Kelch, gerade, zylindrisch, 1 bis 3 Millimeter durchmessend und nach vorne hin aufgebläht. Der Kronsaum misst 15 bis 22 Millimeter im Durchmesser, ist abstehend und etwas gewellt, die Kronlappen sind 5 bis 10 Millimeter lang, nahezu gleichgestaltig, langgestreckt umgekehrt-eiförmig und an den seitlichen Rändern plötzlich zurückgebogen. An der Spitze sind sie rund nahezu abgeschnitten.
Die Staubblätter setzen in der oberen Hälfte der Kronröhre an, die Staubfäden sind nahezu zungenförmig, das obere Paar wird 4 Millimeter, das untere Paar 3 Millimeter lang. Die Staubbeutel messen etwa 1 Millimeter im Durchmesser und sind kugel- bis nierenförmig. Das obere Paar ist dabei etwas kleiner. Der Fruchtknoten ist 2 Millimeter lang, umgekehrt eiförmig und trägt einen etwa 15 Millimeter langen, fadenförmigen Griffel. Dieser ist an der Spitze etwas verbreitert und gebogen und endet in einer 1 Millimeter langen, leicht zweigeteilten Narbe, deren obere Hälfte etwas größer ist.

### Früchte und Samen
Früchte und Samen sind nur unzureichend bekannt.

## Vorkommen und Standorte
Die Art ist in der Guayana, in den brasilianischen Bundesstaaten Amazonas, Bahia, Maranhão und Pará verbreitet.

## Botanische Geschichte
Die Art wurde 1974 von Timothy Charles Plowman erstbeschrieben. Das Artepitheton ehrt Carl Friedrich Philipp von Martius, der zwischen 1819 ein Exemplar der Art sammelte, welches als Typusexemplar gewählt wurde. Der Holotyp und mehrere Isotypen werden in der Botanischen Staatssammlung München aufbewahrt.